# Rosario Bonaccorso
Rosario Bonaccorso (* 1957 auf Sizilien) ist ein italienischer Jazz-Bassist und Komponist.
Bonaccorso spielte 1996 in den Electric Five von Enrico Rava und 1997 nahm er in London mit Steve Grossman auf und 1998 im Quintett von Stefano Di Battista das Album Volare (mit Flavio Boltro). 1998 spielte er mit Benny Golson und James Moody, danach im Quintett von Jon Faddis. Mit Gato Barbieri und Enrico Rava trat er 2002 auf dem Jazzfestival Frankfurt auf. Mitte der 2000er Jahre gehörte er zum Quintett von Rava, mit dem er 2003 auch Pat Metheny bei Ravenna Jazz begleitete. Mit Rava, Danilo Rea, Flavio Boltro und Roberto Gatto bildete er das Quintett Un incontro in Jazz (Album Milestones bei Blue Note Records 2008, Un incontro in Jazz, Parco della Musica 2011).
Bonaccorso spielte auch mit Michael Brecker, Lee Konitz, Slide Hampton, Clark Terry, Cedar Walton, Dianne Reeves, Elvin Jones, Aldo Romano, Jimmy Cobb und anderen.
Er spielt mit eigenem Quintett mit Pianist Andrea Pozza. In einem Trio mit dem Schlagzeuger Fabrizio Sferra und dem Gitarristen Bebo Ferra nahm er 2007 Visions (Abeat) auf.